# Asgard

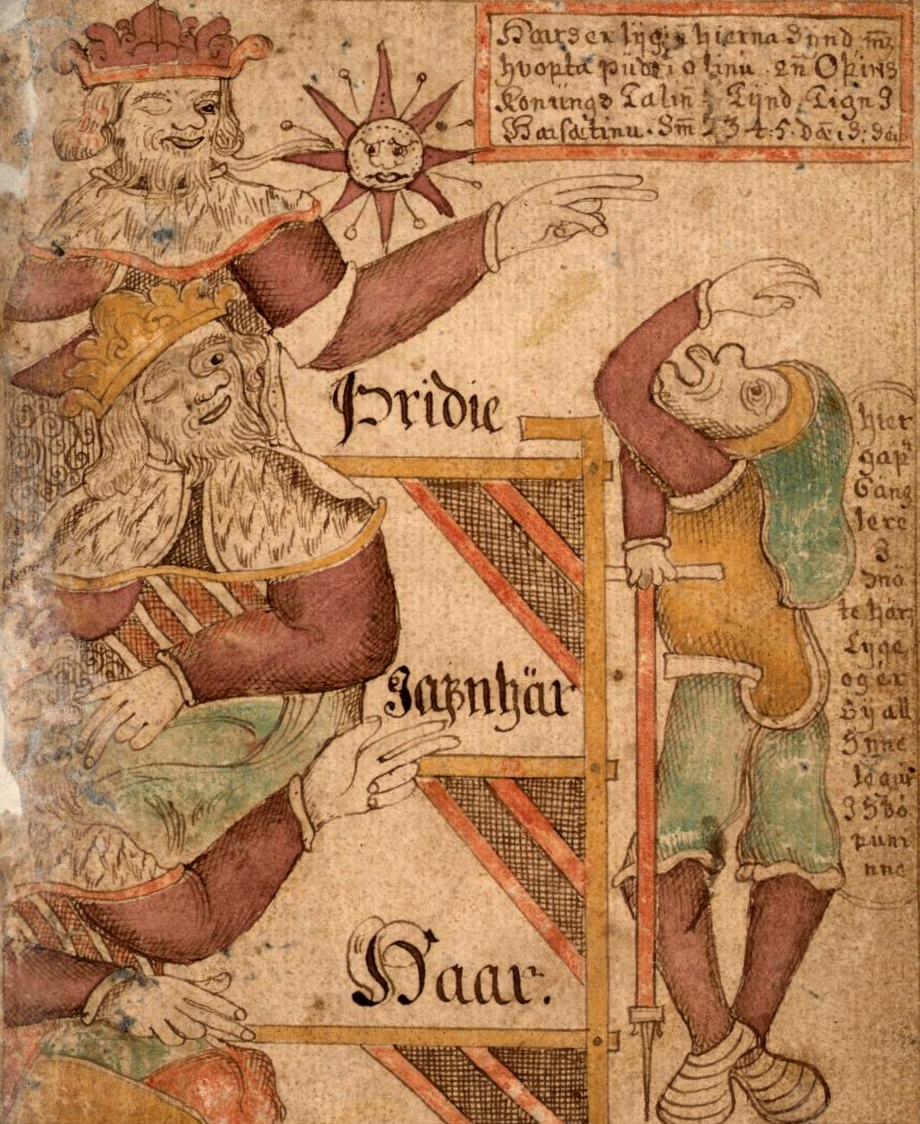
În Prose Edda, Gylfi, rege al Suediei, înainte de sosirea în Aesir, controlat de Odin, călătoreşte prin Asgard

În mitologia nordică, Asgard (limba nordică veche: Ásgarðr) este tărâmul zeilor Aesir, zei ai războiului și ai puterii. Acest tărâm era separat de cel al oamenilor, Midgard. Colina Idavoll este centrul Asgard-ului. Zeii Aesir se întâlnesc aici pentru a discuta lucruri importante: zeii se întâlnesc în palatul  Gladsheim, iar zeițele în palatul Vingolf. De asemenea, ei se întâlnesc periodic la Fântâna lui Urd, dedesubtul Yggdrasil-ului. Heimdall este gardianul tărâmului Asgard.
Acest articol referitor la mitologia nordică  este deocamdată un ciot. Puteți ajuta Wikipedia prin completarea lui!